# Gramophone (revista)
Gramophone es una revista mensual británica especializada en información sobre grabaciones de música clásica y jazz, principalmente procedente de Europa. Fundada en 1923 por el novelista escocés Compton Mackenzie, y dirigido por él hasta 1962, la revista también empezó a incluir información de grabaciones de jazz dos años después, y publica asimismo la guía The Gramophone Jazz Good CD Guide.
Organiza anualmente los prestigios Premios Gramophone, consideradas los "Óscar" de la industria de música artística.

## Críticas
La revista ha recibido críticas por favorecer las grabaciones de artistas británicas y su estrecha relación con las compañías discográficas más importantes, como EMI.